# Dronningborg Sogn
Dronningborg Sogn er et sogn i Randers Nordre Provsti (Århus Stift).
Dronningborg Sogn hørte til Støvring Herred i Randers Amt. Dronningborg sognekommune blev ved kommunalreformen i 1970 indlemmet i Randers Kommune.
I Dronningborg Sogn ligger Dronningborg Kirke fra 1954.
I sognet findes følgende autoriserede stednavne:
- Dronningborg (ejerlav, landbrugsejendom)
- Dronningborg Mark (bebyggelse)